# Досталь, Владимир Николаевич
Влади́мир Никола́евич До́сталь (род. 15 апреля 1942, Ашхабад, Туркменская ССР, СССР) — советский и российский кинорежиссёр, кинопродюсер; заслуженный работник культуры РСФСР (1976). Генеральный директор киностудии «Мосфильм» (1987—1998). Вице-президент Международной федерации ассоциаций кинопродюсеров. Старший брат кинорежиссёра, сценариста, народного артиста Российский Федерации Николая Досталя (1946—2023).

## Биография
Родился 15 апреля 1942 года в семье кинорежиссёра Николая Досталя. Мать — иранка Джахантаб Алиевна Сарафи, виолончелистка из общины Бахаи в Ашхабаде. Пасынок Натальи Андросовой (урождённой княжны Натальи Александровны Искандер) — праправнучки Николая I, последней из семьи Романовых, остававшейся в СССР и постсоветской России.
В 1959 году, когда Владимир заканчивал 10-й класс, отец уехал на съёмки картины «Всё начинается с дороги» и погиб. После его смерти «Мосфильм» взял Владимира и его брата Николая под свою опеку.
С 1959 года начал работать на киностудии «Мосфильм» помощником режиссёра. 
В 1967 году окончил Высшие курсы сценаристов и режиссёров, мастерскую Леонида Трауберга. Член Союза кинематографистов России.
С 1982 по 1986 год — заместитель генерального директора киностудии «Мосфильм» по производству.
В 1986 году окончил заочное отделение экономического факультета ВГИКа по специальности: «Экономика кинематографии — организатор производства».
В 1987—1998 годах — генеральный директор (президент) киностудии «Мосфильм».
В 1987—1991 годах — заместитель председателя Госкино СССР.
В 1993—1996 годах — заместитель председателя Госкино РФ.
В 1998—2000 годах — вице-президент ЗАО «Медиа-Мост».
С 1998 по 2001 год — член Совета директоров ЗАО «Медиа-Мост», генеральный директор ЗАО «Кинокомпании «КиноМост», генеральный директор ЗАО «Золотой Экран».
В 1999 году был назначен членом коллегии Государственного комитета Российской Федерации по кинематографии.
С 2000 по 2002 год — генеральный директор ООО «Мост-Видео».
С 2001 по 2007 год — генеральный директор ЗАО «Кинокомпания «ДомФильм» и ЗАО «Кинокомпания «МакДос».
С 2005 по 2019 год был учредителем ООО «Кинокомпания «Аврора».

## Награды и звания
- Орден Почёта (19 марта 2013 года) — за большие заслуги в развитии отечественной культуры и искусства, многолетнюю плодотворную деятельность[4]
- Орден Дружбы народов (22 августа 1986 года)
- Медаль «За трудовую доблесть» (12 апреля 1974 года) — за заслуги в развитии советской кинематографии и активное участие в коммунистическом воспитании трудящихся[5]
- Заслуженный работник культуры РСФСР (31 декабря 1976 года) — за заслуги в области советской кинематографии [6]

## Фильмография

### Режиссёр
- 1979 — «Здесь, на моей земле» (совместно с А. Чемодуровым)
- 1981 — «Февральский ветер»

### Продюсер
- 1991 — «Цареубийца» (СССР/Великобритания) — продюсер совместно с Б. Брамсом
- 1992 — «Россия, которую мы потеряли» (документальный) — продюсер
- 1995 — «Ширли-мырли» — продюсер
- 1997 — «Дети понедельника» — продюсер
- 1997 — «Полицейские и воры» — продюсер
- 1998 — «День полнолуния» — продюсер
- 1998 — «Классик» — продюсер
- 1999 — «Д. Д. Д. Досье детектива Дубровского» (телесериал) — генеральный продюсер
- 1999 — «Катерина Ивановна» (телефильм) — продюсер
- 1999 — «На бойком месте» — продюсер
- 1999 — «Прикованные рыцари» (Россия/Грузия) — продюсер
- 1999 — «Рейнджер из атомной зоны» — продюсер
- 1999 — «Россия. XX век. Взгляд на власть» (документальный, телевизионный, сериал) — продюсер
- 2000 — «Новые бременские» (мультфильм) — продюсер
- 2000 — «Пантера. Испытательный срок» (телесериал, среднеметражный) — продюсер
- 2000 — «Президент и его внучка» — продюсер
- 2000 — «Старые клячи» — продюсер
- 2000 — «Фортуна» — продюсер
- 2001 — «Бандитский Петербург. Фильм 3. Крах Антибиотика» — продюсер совместно с Л. Маркиным
- 2001 — «Гражданин начальник» (телесериал) — продюсер
- 2001 — «Идеальная пара» (телесериал, Россия/Украина) — продюсер
- 2001 — «Крот 1» (телесериал) — продюсер
- 2001 — «На углу, у Патриарших 2» (телесериал) — продюсер
- 2001 — «След оборотня» (телесериал) — продюсер
- 2001 — «Сыщики» (телесериал) — продюсер
- 2002 — «Агентство „Золотая пуля“» (телесериал) — продюсер
- 2002 — «Крот 2» (телесериал) — продюсер
- 2002 — «Кукла» (телесериал) — продюсер совместно с Д. Ливиницем
- 2002 — «Под крышами большого города» (телесериал, Россия/Украина) — продюсер совместно с Д. Ливиницем
- 2002 — «Право на защиту» (телесериал, Россия/Украина) — продюсер совместно с Д. Ливиницем
- 2002 — «Шут Балакирев» (телефильм) — продюсер
- 2003 — «Бандитский Петербург. Фильм 4. Арестант» (телесериал) — продюсер
- 2003 — «Бандитский Петербург. Фильм 5. Опер» (телесериал) — продюсер
- 2003 — «Бандитский Петербург. Фильм 6. Журналист» (телесериал) — продюсер
- 2003 — «Захват» (телесериал) — продюсер
- 2003 — «Иванов и Рабинович» (телесериал) — продюсер
- 2003 — «МУР есть МУР» (телесериал) — продюсер
- 2003 — «На углу, у Патриарших 3» (телесериал) — продюсер
- 2003 — «Не ссорьтесь, девочки!» (телесериал) — продюсер совместно с А. Ставиской
- 2003 — «Ребята из нашего города» (телесериал) — продюсер
- 2003 — «Стилет» (телесериал) — продюсер
- 2003 — «Сыщики 2» (телесериал) — продюсер
- 2004 — «Богатство» (телесериал) — продюсер
- 2004 — «Время жестоких» (телесериал) — продюсер
- 2004 — «Конвой PQ-17» (телесериал) — продюсер
- 2004 — «Легенда о Тампуке» (телесериал) — продюсер
- 2004 — «Ночь светла» — продюсер
- 2004 — «Стилет 2» (телефильм) — продюсер
- 2004 — «Сыщики 3» (телесериал) — продюсер
- 2004 — «Шахматист» (телесериал) — продюсер
- 2004 — «Штрафбат» (телесериал) — продюсер
- 2004 — «Я тебя люблю» (телесериал) — продюсер
- 2005 — «Бандитский Петербург 7. Передел» (телесериал) — продюсер
- 2005 — «Братва» (телесериал) — продюсер
- 2005 — «Господа присяжные» (телесериал) — продюсер
- 2005 — «Гражданин начальник 2» (телесериал)
- 2005 — «Золотые парни» (телесериал) — продюсер
- 2005 — «Косвенные улики» (телесериал) — продюсер
- 2005 — «МУР есть МУР 2» (телесериал) — продюсер
- 2005 — «МУР есть МУР 3» (телесериал) — продюсер
- 2005 — «Пепел Феникса» (телесериал) — продюсер
- 2005 — «Плата за любовь» (телесериал) — продюсер
- 2005 — «Сыщики 4» (телесериал) — продюсер
- 2006 — «Девять жизней Нестора Махно» (телесериал) — продюсер
- 2006 — «Сыщики 5» (телесериал) — продюсер
- 2006 — «Утёсов. Песня длиною в жизнь» (телесериал) — продюсер
- 2006 — «Фаворит» (телефильм) — продюсер
- 2006 — «Столыпин… Невыученные уроки» (телесериал) — продюсер
- 2006 — «Сонька Золотая Ручка» (телесериал) — продюсер
- 2006 — «Секретная служба Его Величества» (телесериал) — продюсер
- 2006 — «Золотые парни 2» (телесериал) — продюсер
- 2006 — «Театр обречённых» (телесериал) — продюсер
- 2006 — «Очарование зла» (телесериал) — продюсер
- 2006 — «Жизнь и смерть Лёньки Пантелеева» (телесериал) — продюсер
- 2006 — «Терминал» (телесериал) — продюсер
- 2006 — «Голландский пассаж» (телесериал) — продюсер
- 2007 — «Агония страха» (телесериал) — продюсер
- 2007 — «Расплата» (телесериал) — продюсер
- 2007 — «Гражданин начальник 3» (телесериал) — продюсер
- 2007 — «Завещание Ленина» (телесериал) — продюсер
- 2007 — «Мушкетёры Екатерины» (многосерийный телевизионный фильм) — продюсер
- 2007 — «Пером и шпагой» (телесериал) — продюсер
- 2007 — «Убить змея» (телесериал) — продюсер
- 2008 — «Августейший посол» (телесериал) — продюсер
- 2008 — «Васильевский остров» — продюсер
- 2008 — «Возьми меня с собой» (телесериал) — продюсер
- 2009 — «Возьми меня с собой 2» (телесериал) — продюсер
- 2009 — «Иван Грозный» (телесериал) — продюсер
- 2009 — «Смерть Вазир-Мухтара. Любовь и жизнь Грибоедова» (телесериал) — продюсер
- 2010 — «Сонька. Продолжение легенды» (телесериал) — продюсер
- 2011 — «Маяковский. Два дня» (телесериал) — продюсер
- 2011 — «Раскол» (телесериал) — продюсер

### Прочее
- 1968 — «Ватерлоо» — второй режиссёр
- 1975 — «Они сражались за Родину» — второй режиссёр
- 1977 — «Степь» — второй режиссёр
- 1980 — «О бедном гусаре замолвите слово» — второй режиссёр